# Ivano Marescotti
Pour les articles homonymes, voir Marescotti.
Ivano Marescotti, né le 4 février 1946 à Bagnacavallo (Émilie-Romagne) et mort à Ravenne (Émilie-Romagne) le 26 mars 2023, est un acteur italien.

## Biographie
Ivano Marescotti a travaillé au département de l'urbanisme du conseil municipal de Ravenne avant de commencer sa carrière d'acteur à l'âge de 35 ans dans des pièces de théâtre. Il se fait connaître au cinéma avec son second rôle dans le film L'aria serena dell'ovest (en) (1990) et multiplie dès lors les seconds rôles, devenant l'un des acteurs de genre italiens les plus prolifiques des années 1990 et 2000. À partir de la fin des années 1990, il apparaît dans des productions américaines comme Le Talentueux Mr Ripley (1999), Hannibal (2001) et Le Roi Arthur (2004). Il est nommé au Ruban d'argent du meilleur acteur dans un second rôle à trois reprises : en 1993 pour Quattro figli unici (it), en 2000 pour Le Talentueux Mr Ripley, et en 2001 pour La lingua del santo (it) et Un delitto impossibile.
En 2007, il fait partie des fondateurs du parti démocrate mais le quitte l'année suivante, dégoûté par l'orientation prise par le parti. En 2014, il figure sur la liste L'autre Europe avec Tsipras pour les élections européennes.
Ivano Marescotti est mort le 26 mars 2023. Il avait été admis à l'hôpital civil de Ravenne depuis quelques jours en raison de l'aggravation de son état physique lié à une grave maladie.

## Filmographie
- 1989 : La cintura : l'ami de la mère de Bianca
- 1990 : L'aria serena dell'ovest (en) : Tobia
- 1991 : Le Porteur de serviette : le secrétaire de la province
- 1991 : Il muro di gomma : Giulio
- 1991 : Johnny Stecchino : Randazzo
- 1992 : Quattro figli unici (it) : Ennio
- 1993 : Le Long Silence (Il lungo silenzio) de Margarethe von Trotta : Fantoni
- 1994 : Mario et le Magicien : le berger
- 1994 : Dichiarazioni d'amore : le professeur Colli
- 1994 : Le Monstre : Pascucci
- 1996 : Luna e l'altra : Caimi, l'enseignant
- 1997 : Consigli per gli acquisti (it) : Gianfranco Pedone
- 1999 : Le Talentueux Mr Ripley : le colonel Verrecchia
- 2000 : 20 - Venti (en) : Angelo
- 2000 : La lingua del santo (it) : Ronchitelli
- 2001 : Un delitto impossibile : Pani
- 2001 : Hannibal : Carlo
- 2004 : Le Roi Arthur : l'évêque Germanus
- 2006-2008 : Raccontami (en) (série TV, 35 épisodes) : Livio Sartori
- 2007 : La giusta distanza de Carlo Mazzacurati
- 2008-2011 : I liceali (en) (série TV, 18 épisodes) : le professeur Gualtiero Cavicchioli
- 2009 : Fortapàsc : Gian Lorenzo Branca
- 2011 : Che bella giornata : le colonel Gismondo Mazzini
- 2011 : La vita facile (it) : Sergio Manzi
- 2018 : Une famille italienne (A casa tutti bene) de Gabriele Muccino

## Télévision
- 1993 : Le Château des Oliviers - La donna bianca - Episode 06 : le réalisateur Guido Contadini
- 1993 : Le Château des Oliviers - Les flammes - Episode 07 : le réalisateur Guido Contadini